# Бежан Дадіані
Бежан (Беджан) Дадіані (груз. ბეჟან დადიანი; д/н — 1728) — мтаварі Мегрелії у 1715—1728 роках.

## Життєпис
Походив з Другої династії Дадіані (Чіковані-Дадіані). Другий син Георгія IV, мтаварі Мегрелії, та Севдії, доньки Отії Мікеладзе. Про молоді роки обмаль відомостей. 1704 року отримав від батька область Лечхумі.
1709 року підтримав старшого брата Кацію I у повстанні проти батька. На це наклалася підтримка братами Георгія VII Багратіоні, царя Імереті, тоді як Георгій IV був на боці царя Георгія VI Абашидзе. Іншим чинником протистояння батька і сина вважається розлучення Георгія із Севдією та одруження на доньці Абашидзе. Невдовзі Кація і Бежан змусили батька тікати до Абхазії.
1710 року після смерті Кації I батько повернув владу над Мегрелією. За цим Бежан замирився з ним. 1711 року вони підтримали Мамію Гуріелі, який зайняв трон Імереті. За цим Бежан з батьком деякий час був на боці Георгія Гуріелі.
Проте 1712 року перейшов на бік Георгія VII, почавши війну з батьком з Мегрелію, що тривала 3 роки. 1715 року Бежан відправив до Георгія IV посольство на чолі з абхазьким католикосом Григолом, яке переконало того, що Бежан бажає скоритися, а для цього безпосередньо зустрітися з батьком. Втім, коли останній прибув до Бежана, той наказав схопити батька, запроторити до фортеці, потім розлучити того з Тамар Гуріелі й знову влаштувати весілля з Севдією. Того ж року батько помер.
1716 року підтримав разом з Зурабом Абашидзе Георгія Гурієлі, який зайняв трон Імереті. Втім фактичними правителями були Дадіані і Абашидзе. Проте того ж року Гуріелі повалено власною матір'ю, яку підтримав Бежан. 1717 року наказав схопити та стратити свого брата Манучара (Мамуку) за начебто змову проти себе. Того ж року перейшов на бік Георгія Гуріелі, що прийшов до Імеретії з османським військом.
У 1720 року після загибелі царя Георгія VII підтримав кандидатуру його сина Олександра на трон. Тому 1721 року долучився до османського війська, яке встановила Олександра царем Імеретії. За цим Бежан влаштував весілля своєї доньки та імеретинського царя, ставши фактичним правителем держави. При цьому дотримувався проосманської політики, оскільки в цей час Персія поринула у внутрішню кризу внаслідок афгангського нашестя.
Поступово всевладдя Бежана призвело до конфлікту з Олександром V, який керував лише у власних маєтках. Бежан деякий час розмірковував повалити царя та замінити його братом Георгієм, але відмовився від плану. Змусив царя передати йому володіння Сачилао-Самікелао. Водночас Дадіані активно знищував азнаурі та таваді, що намагалися протидіяти Бежанові. Серед них був навіть брат Бежана — Гавріїл I, архієпископ Чкондіделі, якого він змусив царя позбавити сану. У 1726 року приборкав рід Чхеїдзе — правителів Рачи.
Побоючись за себе Зураб Абашидзе, давній союзнник Бежана, вирішив діяти на упередження. він заявив Ісаку-паши, валі Чилдира, про змову Дадіані проти османського урядування. Той відпраив свого сина Юсуфа до замку Гегуті, куди було запрошено Бежана. Як тільки він увійшов за браму замку, то був вбити йосманами. Йому спадкував старший син Отія.

## Родина
Дружина — Тамар Геловані
Діти:
- Отія (д/н — 1757), мтаварі Мегрелії
- Бері
- Кація-Георгій (д/н—1735)
- Маріам (д/н—1731), дружина Олександра V, царя Імереті
- Манучар
- Григол (д/н—1777), архієпископ Чкондідський
- Дареджан, дружина Мамуки, царя Імереті
- Олена-Хварамзе, дружина: 1) Георгія Накашидзе, таваді Санакашидзо; 2) Георгія VIII, царя Імеретії; 3) Кошита (Шошита) III Чхеїдзе, еріставі Рачи
- донька, дружина Левана Мікадзе